# Bradysia novalobata
Bradysia novalobata är en tvåvingeart som beskrevs av Hans-Georg Rudzinski 1997. Bradysia novalobata ingår i släktet Bradysia och familjen sorgmyggor. Inga underarter finns listade i Catalogue of Life.